# Đội tuyển bóng đá U-23 quốc gia México
Đội tuyển bóng đá U-23 quốc gia México, được điều hành bởi Liên đoàn bóng đá México và đại diện cho México ở các giải như Pan American Games và Thế vận hội.
Mexico giành huy chương vàng tại Thế vận hội Mùa hè 2012, đây cũng là huy chương môn bóng đá đầu tiên của họ.

## Kết quả và lịch thi đấu

### Trận đấu gần đây và sắp tới
| Ngày                | Địa điểm                  | Đối thủ  | Kết quả1    | Giải | Cầu thủ ghi bàn cho Mexico                             |
| ------------------- | ------------------------- | -------- | ----------- | ---- | ------------------------------------------------------ |
| 26 tháng 7 năm 2012 | Newcastle, Vương quốc Anh | Hàn Quốc | 0-0         | TVH  |                                                        |
| 29 tháng 7 năm 2012 | Coventry, Vương quốc Anh  | Gabon    | 2-0         | TVH  | dos Santos 63', 90+1'                                  |
| 1 tháng 8 năm 2012  | Cardiff, Vương quốc Anh   | Thụy Sĩ  | 1-0         | TVH  | Peralta 69'                                            |
| 4 tháng 8 năm 2012  | Luân Đôn, Vương quốc Anh  | Sénégal  | 4-2 (a.e.t) | TVH  | Enríquez 10', Aquino 62', dos Santos 98', Herrera 109' |
| 7 tháng 8 năm 2012  | Luân Đôn, Vương quốc Anh  | Nhật Bản | 3-1         | TVH  | Fabián 30', Peralta 65', Cortés 90'                    |
| 11 tháng 8 năm 2012 | Luân Đôn, Vương quốc Anh  | Brasil   | 2-1         | TVH  | Peralta 1' 75'                                         |

Chú giải
- 1.^ Tỉ số của Mexico được viết trước
- GH = Giao hữu
- TVH = Thế vận hội mùa hè

## Kết quả với các đội Olympic khác
Chỉ tính các đội Mexico gặp 10 hoặc hơn
| Quốc gia           | Trận | Thắng | Hoà | Thua |
| ------------------ | ---- | ----- | --- | ---- |
| Đức                | 11   | 2     | 3   | 6    |
| Tây Ban Nha        | 12   | 1     | 1   | 10   |
| Hoa Kỳ             | 19   | 8     | 6   | 5    |
| Trinidad và Tobago | 13   | 12    | 1   | 0    |
| Panama             | 11   | 6     | 2   | 3    |
| Canada             | 13   | 8     | 2   | 3    |
| Honduras           | 13   | 6     | 4   | 3    |
| El Salvador        | 15   | 8     | 4   | 3    |
| Costa Rica         | 13   | 6     | 3   | 4    |
| Argentina          | 16   | 5     | 3   | 9    |
| Pháp               | 14   | 5     | 2   | 7    |
| Uruguay            | 11   | 6     | 2   | 3    |
| Colombia           | 13   | 5     | 4   | 4    |
| Hà Lan             | 11   | 6     | 1   | 4    |
| Ba Lan             | 10   | 3     | 4   | 3    |
| Brazil             | 12   | 5     | 3   | 4    |
| Thụy Điển          | 10   | 1     | 2   | 7    |
| Hungary            | 10   | 0     | 3   | 7    |

### CONCACAF
| Vòng loại bóng đá nam Thế vận hội Mùa hè - CONCACAF | Vòng loại bóng đá nam Thế vận hội Mùa hè - CONCACAF | Vòng loại bóng đá nam Thế vận hội Mùa hè - CONCACAF | Vòng loại bóng đá nam Thế vận hội Mùa hè - CONCACAF | Vòng loại bóng đá nam Thế vận hội Mùa hè - CONCACAF | Vòng loại bóng đá nam Thế vận hội Mùa hè - CONCACAF | Vòng loại bóng đá nam Thế vận hội Mùa hè - CONCACAF | Vòng loại bóng đá nam Thế vận hội Mùa hè - CONCACAF | Vòng loại bóng đá nam Thế vận hội Mùa hè - CONCACAF | Vòng loại bóng đá nam Thế vận hội Mùa hè - CONCACAF |
| Năm                                                 | Trận                                                | Thắng                                               | Hoà                                                 | Thua                                                | BT                                                  | BB                                                  | HS                                                  | Điểm                                                | Kết quả                                             |
| --------------------------------------------------- | --------------------------------------------------- | --------------------------------------------------- | --------------------------------------------------- | --------------------------------------------------- | --------------------------------------------------- | --------------------------------------------------- | --------------------------------------------------- | --------------------------------------------------- | --------------------------------------------------- |
| 2000                                                | 7                                                   | 4                                                   | 2                                                   | 1                                                   | 20                                                  | 9                                                   | +11                                                 | 14                                                  | Hạng 3                                              |
| 2004                                                | 5                                                   | 4                                                   | 1                                                   | 0                                                   | 13                                                  | 2                                                   | +11                                                 | 12                                                  | Vô địch                                             |
| 2008                                                | 3                                                   | 1                                                   | 1                                                   | 1                                                   | 7                                                   | 4                                                   | +3                                                  | 4                                                   |                                                     |
| 2012                                                | 5                                                   | 5                                                   | 0                                                   | 0                                                   | 16                                                  | 3                                                   | +13                                                 | 15                                                  | Vô địch                                             |
| Tổng                                                | 20                                                  | 14                                                  | 4                                                   | 2                                                   | 56                                                  | 18                                                  | +38                                                 | 45                                                  | —                                                   |

### Bóng đá tại Thế vận hội Mùa hè
| Kết quả tại Olympic | Kết quả tại Olympic      | Kết quả tại Olympic      | Kết quả tại Olympic      | Kết quả tại Olympic      | Kết quả tại Olympic      | Kết quả tại Olympic      | Kết quả tại Olympic      | Kết quả tại Olympic      |
| Năm                 | Vòng                     | Vị trí                   | Trận                     | Thắng                    | Hòa                      | Thua                     | BT                       | BB                       |
| ------------------- | ------------------------ | ------------------------ | ------------------------ | ------------------------ | ------------------------ | ------------------------ | ------------------------ | ------------------------ |
| 1992                | Vòng 1                   | Thứ 14                   | 3                        | 0                        | 3                        | 0                        | 3                        | 3                        |
| 1996                | Tứ kết                   | Thứ 6                    | 3                        | 1                        | 2                        | 1                        | 2                        | 3                        |
| 2000                | Không vượt qua vòng loại | Không vượt qua vòng loại | Không vượt qua vòng loại | Không vượt qua vòng loại | Không vượt qua vòng loại | Không vượt qua vòng loại | Không vượt qua vòng loại | Không vượt qua vòng loại |
| 2004                | Vòng 1                   | Thứ 12                   | 3                        | 1                        | 1                        | 1                        | 3                        | 3                        |
| 2008                | Không vượt qua vòng loại | Không vượt qua vòng loại | Không vượt qua vòng loại | Không vượt qua vòng loại | Không vượt qua vòng loại | Không vượt qua vòng loại | Không vượt qua vòng loại | Không vượt qua vòng loại |
| 2012                | Vô địch                  | Hạng nhất                | 6                        | 5                        | 1                        | 0                        | 12                       | 4                        |
| 2016                |                          |                          |                          |                          |                          |                          |                          |                          |
| Tổng                | 4/6                      | 1 HCV                    | 14                       | 6                        | 7                        | 2                        | 18                       | 12                       |

## Thành tích
- Thế vận hội Mùa hè
  - Huy chương Vàng (1): 2012[3]
- Đại hội thể thao liên Mỹ:
  - Huy chương Vàng (4): 1967, 1975, 1999, 2011
  - Huy chương Bạc (3): 1955, 1995, 1991
  - Huy chương Đồng (2): 2003, 2007
- Vòng loại bóng đá nam Thế vận hội Mùa hè - CONCACAF:
  - Hạng Nhất (6): 1964, 1972, 1976, 1996, 2004, 2012
- Giải Toulon:
  - Vô địch (1): 2012[4]